# 布羅德-波薩維納縣
布羅德-波薩維納縣（Brodsko-posavska županija），是克羅地亞斯拉沃尼亞南部的一個縣，南鄰波黑。面積2,043平方公里，人口172,993（2001年）。首府斯拉沃尼亞布羅德。
下分二市、二十六鎮。縣議會有51席。